# Elisabeth Willeboordse
Elisabeth Willeboordse (* 14. September 1978 in Middelburg) ist eine ehemalige niederländische Judoka. 2005 und 2010 war sie Europameisterin.

## Sportliche Karriere
Willeboordse war 1992 niederländische U18-Meisterin in der Gewichtsklasse bis 56 Kilogramm. Bis 1997 trat sie dann in der Gewichtsklasse bis 61 Kilogramm an. Nach einem Jahr in der Gewichtsklasse bis 70 Kilogramm startete die 1,69 m große Judoka ab 1999 im Halbmittelgewicht bis 63 Kilogramm. 
1999 gewann sie ihren ersten niederländischen Meistertitel; 2000, 2003 und 2006 folgten weitere. 2001 gewann Willeboordse in Leonding ihr erstes Weltcup-Turnier. Bei den Europameisterschaften 2004 erreichte sie das Halbfinale, nach Niederlagen gegen die Polin Aneta Szczepańska und die Russin Julija Kusina belegte die Niederländerin den fünften Platz. Im Jahr darauf besiegte sie bei den Europameisterschaften in Rotterdam Aneta Szczepańska bereits im Achtelfinale, es folgten Siege über die Russin Irina Gromowa, die Italienerin Giulia Quintavalle und im Finale über Claudia Heill aus Österreich. Bei den Judo-Weltmeisterschaften 2005 belegte sie den siebten Platz. 2006 gewann sie die Bronzemedaille bei den Europameisterschaften in Tampere, nachdem sie im Halbfinale der Britin Sarah Clark unterlegen war. Im Jahr darauf verlor die Niederländerin bei den Judo-Weltmeisterschaften 2007 in Rio de Janeiro gegen die Japanerin Ayumi Tanimoto im Viertelfinale, nach drei Siegen in der Hoffnungsrunde erhielt sie die Bronzemedaille. Im Viertelfinale der Olympischen Spiele 2008 in Peking unterlag Willeboordse der Nordkoreanerin Won Ok-im, wie bei den Weltmeisterschaften im Vorjahr erkämpfte sie mit drei Siegen in der Hoffnungsrunde Bronze.
2009 erreichte Elisabeth Willeboordse das Halbfinale der Europameisterschaften in Tiflis. Nach Niederlagen gegen die Russin Vera Koval und Alice Schlesinger aus Israel belegte sie den fünften Platz. Bei den Judo-Weltmeisterschaften 2009 in Rotterdam besiegte sie die Israelin im Viertelfinale und gewann auch das Halbfinale gegen die Slowenin Urška Žolnir. Im Finale von Rotterdam unterlag sie der Japanerin Yoshie Ueno und erhielt die Silbermedaille. Bei den Judo-Europameisterschaften 2010 in Wien gewann sie ihren nach 2005 zweiten Titel durch einen Finalsieg über die Italienerin Edwige Gwend. Bei den Weltmeisterschaften 2010 in Tokio verlor sie im Viertelfinale gegen ihre Landsfrau Anicka van Emden und belegte den siebten Platz. Beide Niederländerinnen waren Mitglied der Mannschaft, die 2010 den Weltmeistertitel im Teamwettbewerb gewinnen konnte. Bei den Judo-Weltmeisterschaften 2011 in Paris verlor Willeboordse das Halbfinale gegen die Französin Gévrise Émane, den Kampf um die Bronzemedaille gewann Annicka van Emden. Zum Abschluss ihrer Karriere belegte Elisabeth Willeboordse den siebten Platz bei den Olympischen Spielen 2012 in London.